# Irapuato

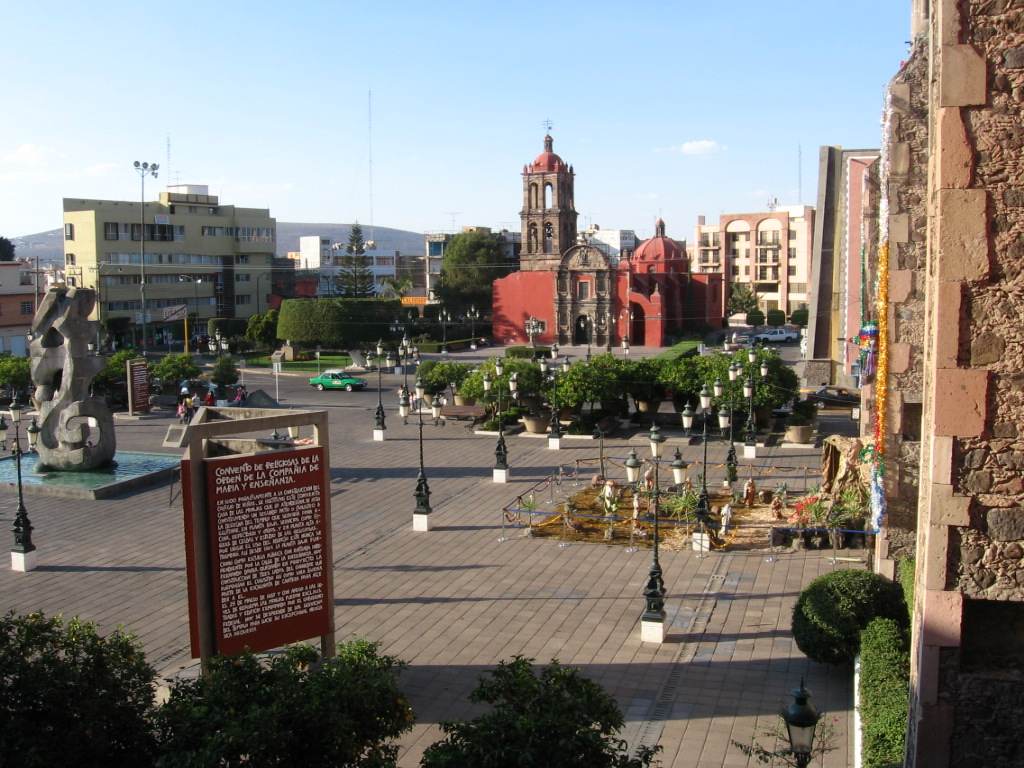
Irapuato

Irapuato – miasto w środkowym Meksyku, w stanie Guanajuato, na obszarze Mesy Centralnej, na wysokości 1800 metrów. Około 440,1 tys. mieszkańców.

## Historia
W okresie pre-hiszpańskim rejon zamieszkiwali Indianie z koczowniczego szczepu Czichimeków. Później teren został podbity przez Indian Tarascan, którzy tworząc stałą siedzibę nadali miastu nazwę oznaczającą miejsce bagienne. Obecna nazwa pochodzi o tego słowa i jest używana od założenia miasta przez kolonizatorów hiszpańskich w 1547 roku. Prawa miejskie nadano w 1893.

## Gospodarka
Irapuato jest ważnym ośrodkiem rolniczym z ogromnymi plantacjami truskawek.
Rozwinął się tu również przemysł, szczególnie chemiczny, młynarski i skórzano-obuwniczy. W okolicach Irapuato wydobywa się srebro i złoto.

## Miasta partnerskie
- Green Bay, USA
- McAllen, USA
- Murcja, Hiszpania
- Houston, Stany Zjednoczone
- Laredo, Stany Zjednoczone
- Marianao, Kuba